# Ea Kar
Ea Kar (/e-a-ca/) là một huyện nằm ở phía đông tỉnh Đắk Lắk, Việt Nam.

## Địa lý
Huyện Ea Kar nằm ở phía đông của tỉnh Đắk Lắk, huyện lỵ là thị trấn Ea Kar, nằm cách thành phố Buôn Ma Thuột khoảng 52 km, có vị trí địa lý:
- Phía đông giáp huyện M'Drắk và huyện Sông Hinh, tỉnh Phú Yên
- Phía tây giáp huyện Krông Pắc và huyện Krông Năng
- Phía nam giáp huyện Krông Bông
- Phía bắc giáp huyện Krông Pa, tỉnh Gia Lai.

Huyện Ea Kar có diện tích 103.699,77 ha, dân số năm 2017 là 154.513 người, mật độ dân số đạt 149 người/km², có 21 dân tộc trong đó dân tộc bản địa chủ yếu là người Ê Đê, các dân tộc từ nơi khác chuyển đến gồm có: Tày, Nùng, Mường, Dao, Thái, Sán chỉ, Vân Kiều, Xơ Đăng... Có 4 tôn giáo: Phật giáo, Thiên Chúa giáo, tin lành.. với trên 19.000 người có tôn giáo (2015).
Huyện Ea Kar chịu ảnh hưởng của khí hậu nhiệt đới gió mùa và khí hậu cao nguyên mát dịu, trong năm có 02 mùa rõ rệt: Mùa mưa và mùa khô. Mùa mưa thường bắt đầu từ giữa tháng 4 và kết thúc vào cuối tháng 11, chiếm 90% lượng mưa cả năm. Mùa khô từ cuối tháng 11 đến tháng 4 năm sau. Nhiệt độ trung bình hàng năm khoảng 23,7 °C, biên độ nhiệt giữa ngày và đêm khoảng 10 °C.
So với các huyện thuộc tỉnh Đắk Lắk, Ea Kar không phải là một huyện có tiềm năng về đất hay cây công nghiệp nhưng lại phát triển về công nghiệp chế biến.

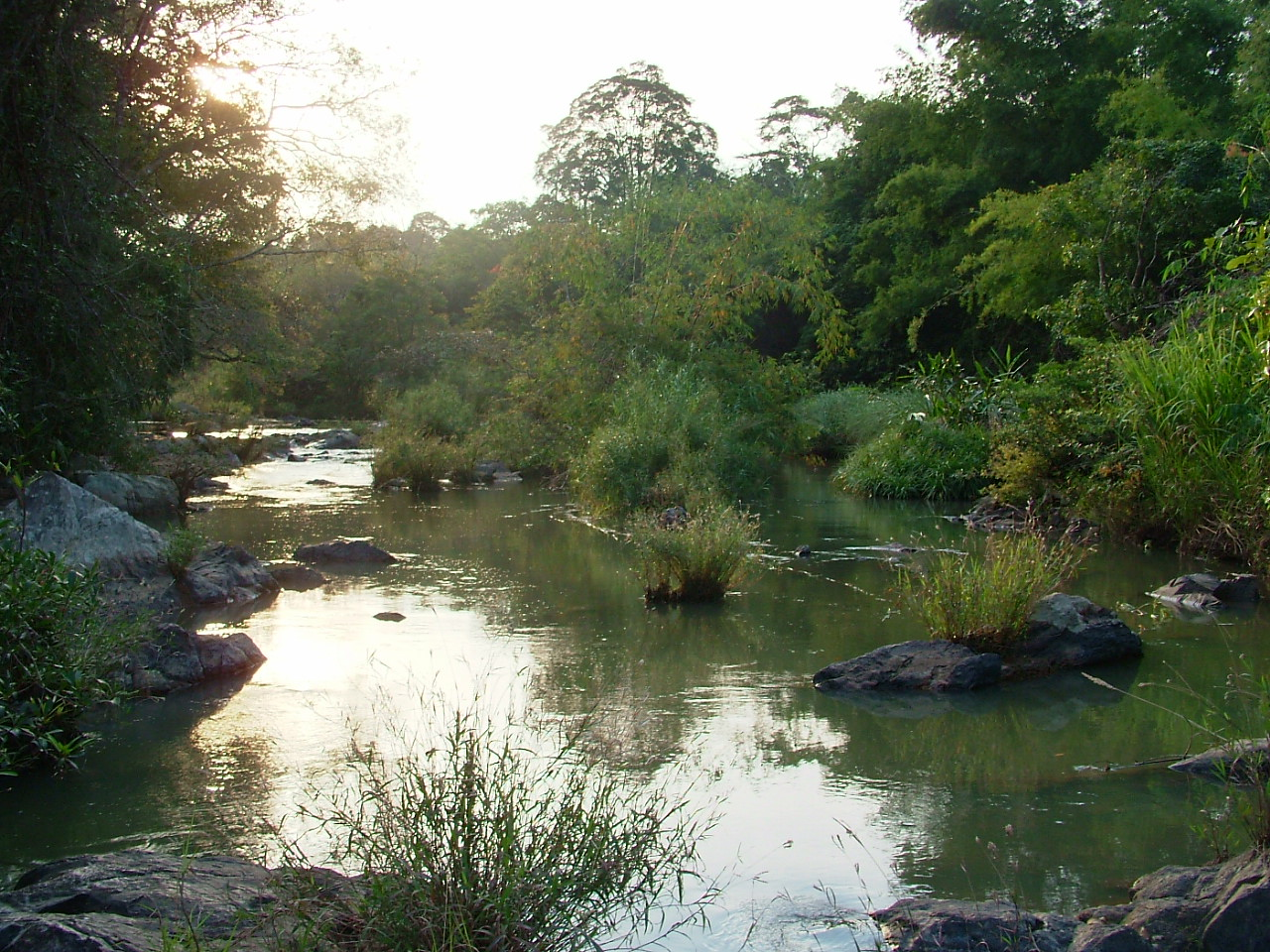
Suối trong rừng Ea Sô

Trên địa bàn huyện có khu bảo tồn thiên nhiên Ea Sô với 26.926 ha trong đó đất trừng đặc dụng với diện tích 21.692,72 ha/26.926 ha chiếm 80,56% ha tổng diện tích Khu bảo tồn thiên nhiên Ea Sô. Thảm thực vật rừng huyện Ea Kar rất phong phú về số lượng loài và số lượng cá thể trong loài đặc trưng cho rừng nhiệt đới, bao gồm 139 họ với 709 loài thực vật. Hệ động vật rừng có 44 loài thú thuộc 22 họ và 17 bộ, trong đó có 17 loài thuộc diện quý hiếm có trong sách đỏ Việt Nam; 158 loài chim thuộc 51 họ và 15 bộ, trong đó có 9 loài trong sách đỏ Việt Nam; 23 loài lưỡng cư bò sát thuộc 11 họ và 3 bộ.
Khoáng sản khá phong phú, có nhiều mỏ đá xây dựng với trữ lượng khá lớn như: Cát xây dựng ở Ea Ô, Cư Yang, Ea Sô; quặng Felspat ở Ea Sô, Ea Sar; Mỏ Sét sản xuất gạch ngói ở xã Ea Ô, Cư Prông, Cư Huê... Mỏ đồng ở thị trấn Ea Knốp, vàng sa khoáng, đá quý và bán đá quý phân bố tại thôn 9 xã Cư Yang.
Đây cũng là địa phương có dự án Đường cao tốc Khánh Hòa – Buôn Ma Thuột đi qua đang được xây dựng.

## Hành chính
Huyện Ea Kar có 16 đơn vị hành chính cấp xã, trực thuộc, bao gồm 2 thị trấn: Ea Kar (huyện lỵ), Ea Knốp và 14 xã: Cư Bông, Cư Elang, Cư Huê, Cư Ni, Cư Prông, Cư Yang, Ea Đar, Ea Kmút, Ea Ô, Ea Păl, Ea Sar, Ea Sô, Ea Tíh, Xuân Phú.

## Lịch sử
Huyện Ea Kar được thành lập vào ngày 13 tháng 9 năm 1986 theo Quyết định 108-HĐBT của Hội đồng Bộ trưởng trên cơ sở tách xã Ea Kar thuộc huyện Krông Pắc; thị trấn Ea Knốp và 2 xã: Cư Jiang, Ea Păn thuộc huyện M'Drắk.
Sau khi thành lập, huyện Ea Kar có thị trấn Ea Knốp và 3 xã: Cư Jiang, Ea Kar và Ea Păn. Huyện lỵ đặt tại xã Ea Kar.
Trong giai đoạn 1988-1994, huyện giải thể xã Ea Kar và thành lập 9 đơn vị hành chính, bao gồm thị trấn Ea Kar và 8 xã: Cư Huê, Cư Ni, Ea Đar, Ea Kmút, Ea Ô, Ea Sô, Ea Tíh, Xuân Phú.
Ngày 31 tháng 12 năm 2002, chia xã Cư Jiang thành 2 xã: Cư Bông và Cư Yang.
Ngày 26 tháng 11 năm 2003, Quốc hội ban hành Nghị quyết 22/2003/QH11 chia tỉnh Đắk Lắk thành hai tỉnh Đắk Lắk và Đắk Nông, huyện Ea Kar thuộc tỉnh Đắk Lăk.
Ngày 23 tháng 3 năm 2005, Chính phủ ban hành Nghị định 40/2005/NĐ-CP. Theo đó:
- Chia xã Ea Păn thành 2 xã: Cư Prông và Ea Păl
- Thành lập xã Cư Elang trên cơ sở 8.024 ha diện tích tự nhiên và 4.315 người của xã Ea Ô.

Ngày 27 tháng 8 năm 2007, thành lập xã Ea Sar trên cơ sở 3.677 ha diện tích tự nhiên và 4.739 người của xã Ea Sô, 1.962 ha diện tích tự nhiên và 1.772 người của xã Xuân Phú.
Huyện Ea Kar có 2 thị trấn và 14 xã như hiện nay.
Ngày 4 tháng 12 năm 2008, Bộ Xây dựng ban hành Quyết định số 1411/QĐ-UBND công nhận thị trấn Ea Kar là đô thị loại IV.
Theo Nghị quyết số 1660/NQ-UBTVQH15 của UBTVQH về việc sắp xếp các đơn vị hành chính cấp xã của tỉnh Đắk Lắk năm 2025. Huyện Ea Kar sẽ chỉ còn 5 xã kể từ Ngày 1 tháng 7 năm 2025, gồm:
Sắp xếp toàn bộ diện tích tự nhiên, quy mô dân số của thị trấn Ea Kar và các xã Cư Huê, Ea Đar, Ea Kmút, Cư Ni, Xuân Phú thành xã mới có tên gọi là xã Ea Kar. Xã Ea Kar giáp Xã Phú Xuân ở phía Bắc, giáp xã Ea Knốp và xã Ea Păl ở phía Đông, giáp xã Ea Ô ở phía Nam và giáp xã Ea Kly ở phía Tây.
Sắp xếp toàn bộ diện tích tự nhiên, quy mô dân số của xã Cư Elang và xã Ea Ô thành xã mới có tên gọi là xã Ea Ô.Xã Ea Ô giáp xã Ea Kar ở phía Bắc, giáp xã Cư Yang và xã Ea Păl ở phía Đông, giáp xã Cư Pul ở phía Nam và xã Ea Kly và giáp xã Vụ Bổn ở phía Tây.
Sắp xếp toàn bộ diện tích tự nhiên, quy mô dân số của thị trấn Ea Knốp và các xã Ea Tih, Ea Sô, Ea Sar thành xã mới có tên gọi là xã Ea Knốp. Xã Ea Knốp giáp xã Ia Dreh tỉnh Gia Lai ở phía Bắc, giáp xã Ea Ly và xã Cư Prao ở phía Đông, giáp xã Ea Păl ở phía Nam và giáp xã Phú Xuân và xã Ea Kar ở phía Tây.
Sắp xếp toàn bộ diện tích tự nhiên, quy mô dân số của xã Cư Bông và xã Cư Yang thành xã mới có tên gọi là xã Cư Yang. Xã Cư Yang giáp xã Ea Păl ở phía Bắc, giáp xã Krông Á ở phía Đông, giáp xã Cư Pui ở phía Nam và giáp xã Ea Ô ở phía Tây.
Sắp xếp toàn bộ diện tích tự nhiên, quy mô dân số của xã Cư Prông và xã Ea Păl thành xã mới có tên gọi là xã Ea Păl. Xã Ea Păl giáp xã Ea Knốp và xã Cư Prao ở phía Bắc, giáp xã M'Drak và xã Krông Á ở phía Đông, giáp xã Ea Ô và xã Cư Yang ở phía Nam và xã Ea Kar ở phía Tây. 

## Kinh tế - xã hội

### Kinh tế
Công nghiệp chế biến gắn với phát triển thương mại, lưu thông hàng hóa, dịch vụ và du lịch các công ty, nhà máy trên địa bàn như: Công ty Cổ phần Mía Đường 333, Công ty Thiên Long Phát, Nhà máy chế biến tinh bột sắn và hàng chục công ty, nhà máy, cơ sở chế biến lương thực, hàng tiêu dùng, nông sản .... Một cụm công nghiệp Ea Kar được hình thành từ năm 2004 với diện tích 52 ha, cách thị trấn Ea Kar 5 km cách thành phố Buôn Ma Thuột 57 km, đã có 10 (2009) công ty nhà máy hoạt động.
Nông nghiệp (trồng cà phê, tiêu, cao su, bắp, đậu, ngô, sắn, cây ăn quả và phát triển chăn nuôi bò, heo, gia cầm).

### Giáo dục
Trên địa bàn huyện có 81 trường học, gồm: 5 trường THPT, 18 trường THCS, 37 trường tiểu học và 22 trường nầm non.

### Y tế
Các xã đều có trạm y tế trong đó 12/16 xã, thị trấn (2014) đạt chuẩn Quốc gia về y tế. Có 02 đơn vị y tế tuyến huyện: Bệnh viện đa khoa khu vực 333 và trung tâm y tế huyện Ea Kar.

## Hình ảnh

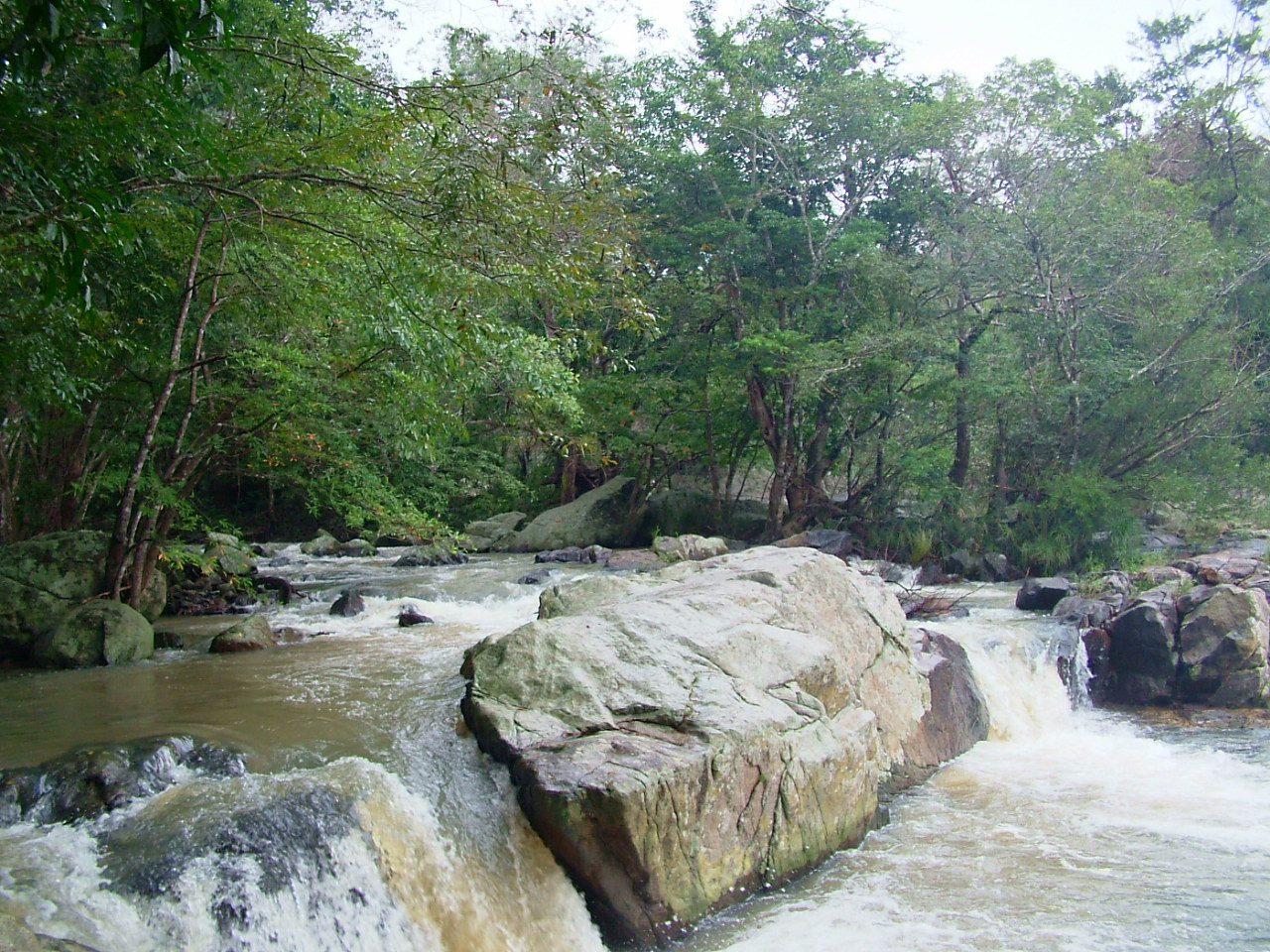
Suối trong rừng Ea Sô.
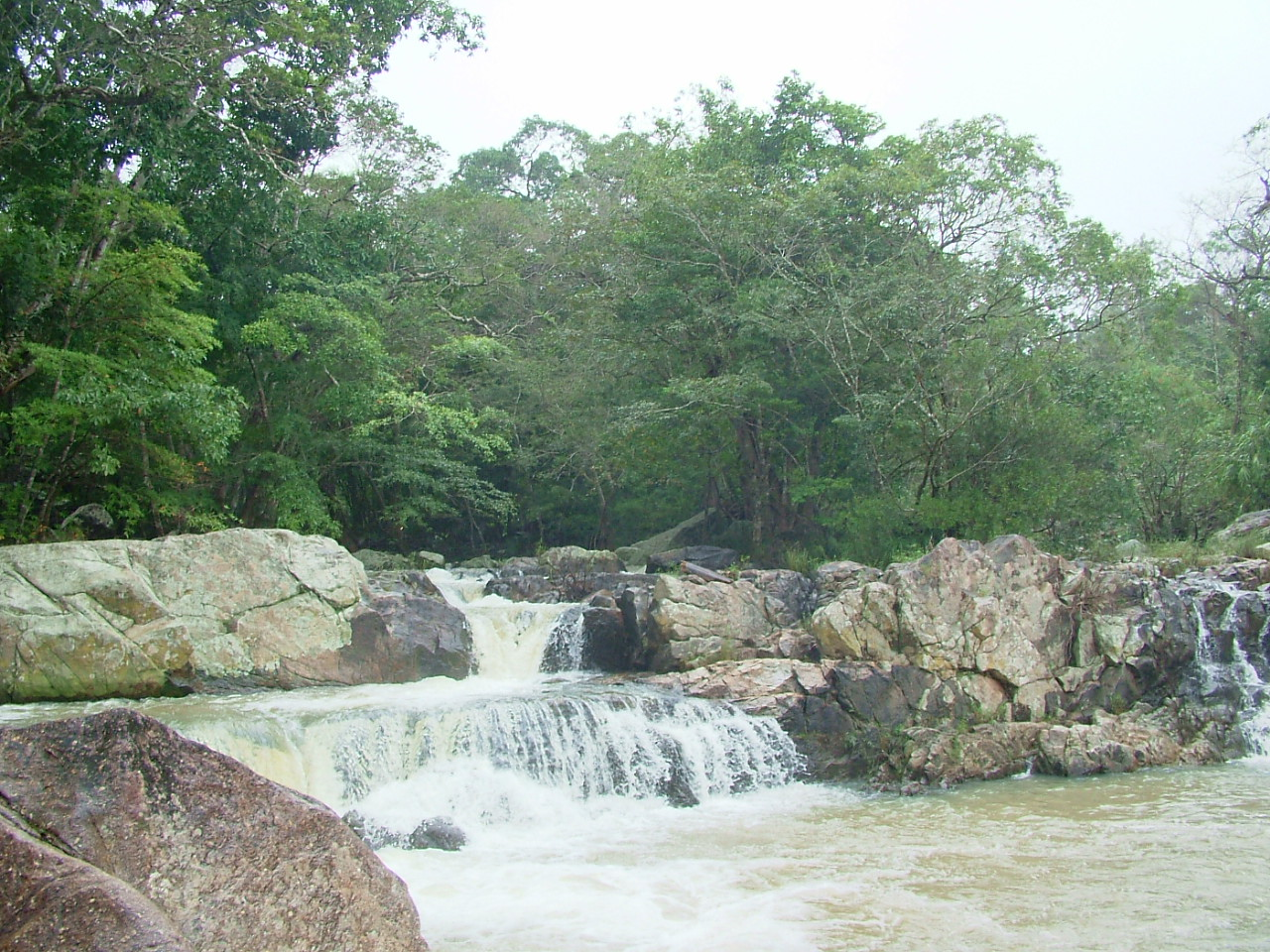
Suối trong rừng Ea Sô.
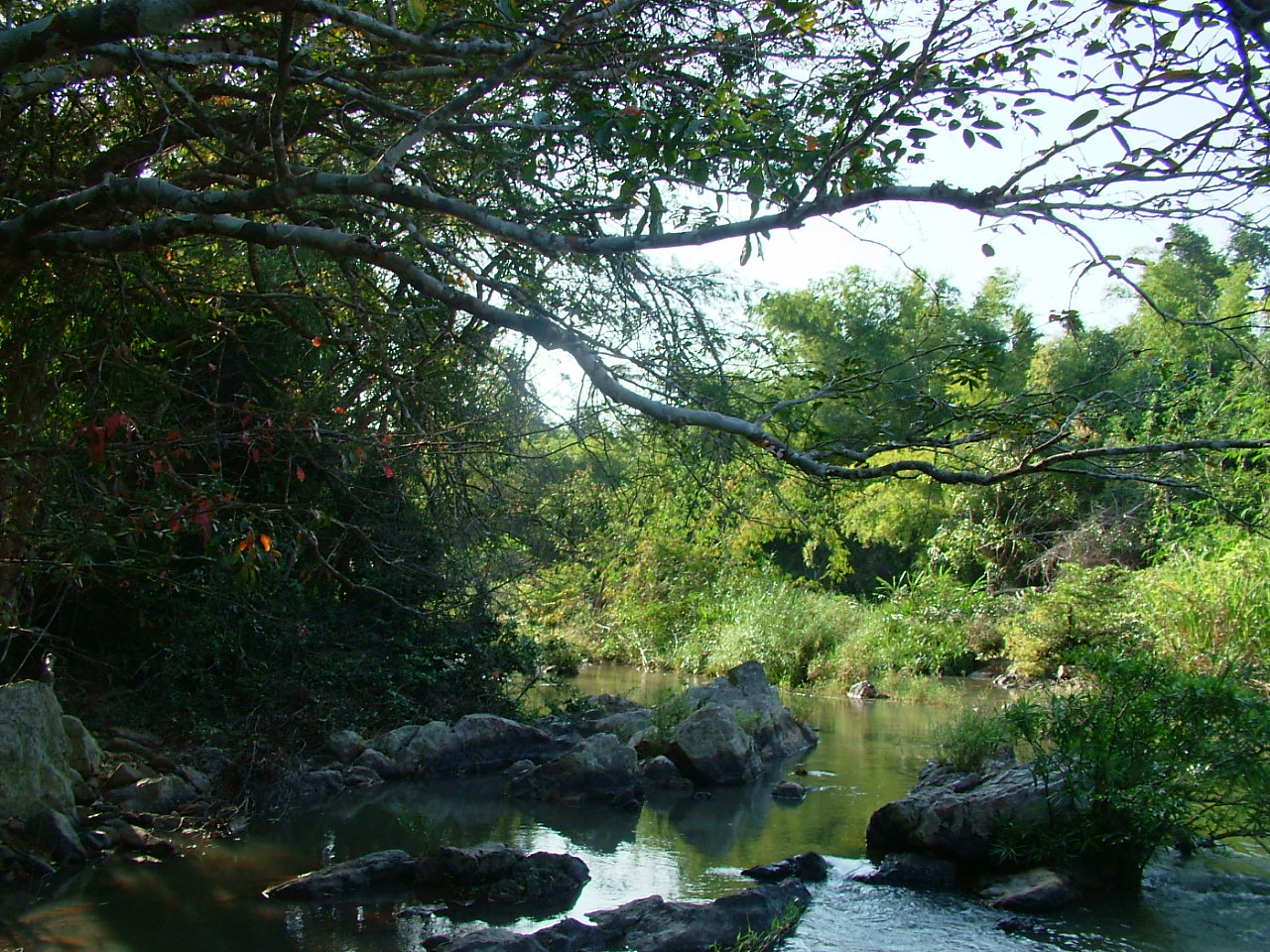
Suối trong rừng Ea Sô.